# Nila Håkedal
Nila Ann Håkedal (Kristiansand, 13 de junio de 1979) es una deportista noruega que compitió en voleibol, en la modalidad de playa. Ganó tres medallas en el Campeonato Europeo de Vóley Playa entre los años 2006 y 2008.

## Palmarés internacional
| Campeonato Europeo | Campeonato Europeo     | Campeonato Europeo | Campeonato Europeo |
| Año                | Lugar                  | Medalla            | Pareja             |
| ------------------ | ---------------------- | ------------------ | ------------------ |
| 2006               | La Haya (Países Bajos) | Medalla de bronce  | Ingrid Tørlen      |
| 2007               | Valencia (España)      | Medalla de bronce  | Ingrid Tørlen      |
| 2008               | Hamburgo (Alemania)    | Medalla de plata   | Ingrid Tørlen      |